# 歐安利
歐安利，OMP，SLM，GLM（1957年4月5日—），中國籍澳門土生葡人。澳門行政會成員（2004年-），前澳門立法會議員及第一秘書 （1996至2009年）；2002年獲澳門政府授予專業功績勳章、第十一屆全國政協委員。
歐安利職業為律師和私人公證員。曾任第三、四、五屆澳門立法會議員。
2004年，歐安利放棄葡萄牙國籍後獲委任為中國全國政協澳區委。2017年，在議會任職33年的歐安利決定放棄連任。
2021年，歐安利創立中葡國際學校協會；2022年起與另一位土生葡人左立基共同擔任位於路環石排灣馬路12a地段的傳承國際學校負責人。

## 荣誉

### 中国勋章奖章
- 银莲花荣誉勋章（澳门特别行政区，2019年9月30日公布[6]）
- 金蓮花榮譽勳章（澳门特别行政区，2024年11月4日公佈[7]）